# Anita Layton
Pour les articles homonymes, voir Layton.
Anita Tam Layton (1973 - ) est une mathématicienne canadienne originaire de Hong-Kong. Ses recherches sont orientées sur l'application des mathématiques aux systèmes biologiques.

## Jeunesse et éducation
Anita Tam Layton naît à Hong Kong, son père est professeur de mathématiques. Elle commence des études de physique à l'université Duke aux Etats-Unis avant de se tourner vers l'informatique. Elle obtient son diplôme en 1994. Elle obtient un doctorat de l'Université de Toronto en 2001 après avoir défendu sa thèse en mathématiques sur la prévision numérique météo : High-Order Spatial Discretization Methods for the Shallow Water Equations.

## Carrière et recherches
Anita Layton commence sa carrière en tant que professeure de mathématiques Robert R. et Katherine B. Penn à l'Université Duke, où elle a également occupé des postes au département de génie biomédical et au département de médecine.
Elle est titulaire d'une Chaire de recherche Canada 150 en biologie mathématique et médecine à l'Université de Waterloo. Une bourse de 350 000 USD par an pendant sept ans soutiendra ses recherches sur la modélisation mathématique et informatique de la dynamique du flux sanguin et de la fonction rénale. Depuis 2018, elle est également professeure au département de mathématiques appliquées de l'université.
Le principal domaine de recherche d'Anita Layton est la modélisation de la biologie et de la médecine. Elle travaille avec des physiologistes et des cliniciens pour formuler des modèles informatiques détaillés de la fonction rénale, qu'elle utilise pour comprendre les impacts du diabète et de l'hypertension sur la fonction rénale et l'efficacité de nouveaux traitements thérapeutiques. Ses travaux de modélisation ont contribué à résoudre un mystère que ne parvenait pas à élucider la physiologie classique : comment se fait-il que les reins des mammifères produisent une urine beaucoup plus concentrée que le plasma sanguin ?
Constatant que seuls 20% des majors en mathématiques de Duke sont des femmes, elle crée un programme de mentorat entre étudiantes en mathématiques junior et senior.

## Publications
Layton a publié près de 200 articles de recherche, dont :
- Mathematical Modeling in Renal Physiology. Anita Layton et Aurélie Edwards (Springer, Lecture Notes on Mathematical Modeling in the Life Sciences, 2014).
- Numerical methods for fluid-structure interaction—a review - G Hou, J Wang, A Layton - Communications in Computational Physics, 2012
- A numerically efficient and stable algorithm for animating water waves. AT Layton, M van de Panne - The Visual Computer, 2002
- High-order multi-implicit spectral deferred correction methods for problems of reactive flow. A Bourlioux, AT Layton, ML Minion. Journal of Computational Physics 189 (2), 651-675

## Reconnaissance
- Prix Krieger-Nelson de la Société mathématique du Canada (2021)[7].